# Saunasaari (ö i Kajanaland, Kehys-Kainuu, lat 64,29, long 29,44)
Saunasaari är en ö i Finland. Den ligger i sjön Lentua och i kommunen Kuhmo i den ekonomiska regionen  Kehys-Kainuu  och landskapet Kajanaland, i den centrala delen av landet, 500 km nordost om huvudstaden Helsingfors. Öns area är 0,5 hektar och dess största längd är 110 meter i sydväst-nordöstlig riktning.